# Valentin Verejan
Valentin Verejan este un general de justiție din Republica Moldova, care deține în prezent funcția de președinte al Judecătoriei Militare.
La data de 3 aprilie 1995, la propunerea Consiliului Superior al Magistraturii, Valentin Verejan a fost numit în funcția de judecător al Tribunalului Militar al orașului Chișinău pe un termen de 10 ani, precum și de președinte al acestui tribunal.  
A fost avansat la gradul de general de brigadă de justiție de către președintele Petru Lucinschi. În anul 2001 a fost numit în funcția de judecător militar. În anul 2005 a fost ales în funcția de președinte al Judecătoriei Militare.